# كيفين لوسيان زوهي
كيفين لوسيان زوهي (بالفرنسية: Kévin Zohi)‏ (مواليد 18 أغسطس 1997) هو لاعب كرة قدم مالي يلعب في مركز الجناح في نادي ستراسبورغ.

## روابط خارجية
- كيفين لوسيان زوهي على موقع الاتحاد الأوربي (الإنجليزية)
- كيفين لوسيان زوهي على موقع رابطة كرة القدم الفرنسية للمحترفين (الإنجليزية)
- كيفين لوسيان زوهي على موقع إي إس بي إن إف سي (الإنجليزية)
- كيفين لوسيان زوهي على موقع قاعدة بيانات كرة القدم.إي يو (الإنجليزية)
- كيفين لوسيان زوهي على موقع ليكيب (الفرنسية)
- كيفين لوسيان زوهي على موقع ناشيونال فوتبول تيمز (الإنجليزية)
- كيفين لوسيان زوهي على موقع Soccerway.com (الإنجليزية)
- كيفين لوسيان زوهي على موقع AS.com (الإسبانية)